# متحف مانشستر

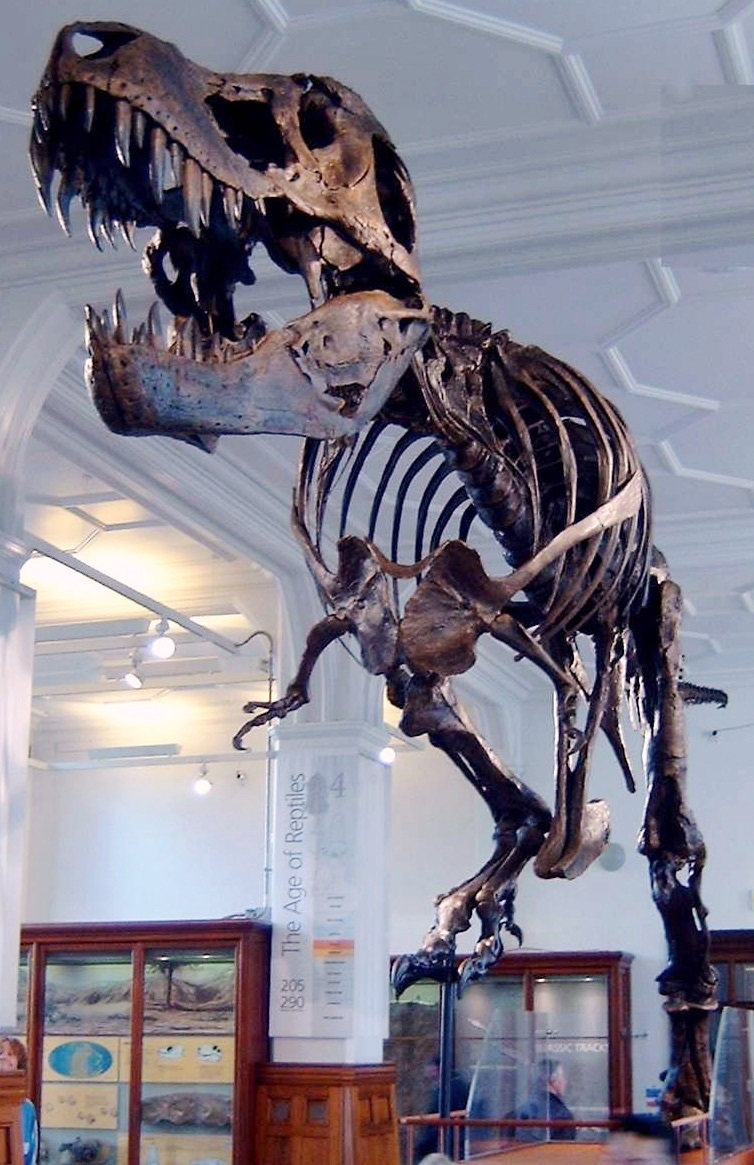
هيكل ديناصور «تيرانوصور ركس» في متحف مانشستر.

متحف مانشستر (بالإنجليزية: Manchester Museum)‏ يقع في شارع أكسفورد في مدينة مانشستر بانجلترا وهو متحف تاريخ طبيعي مكرس لتطوير العلوم ومعرض يعرض أعمال الأثار، أنشئ في عام 1867 وهو واحد من أكبر المتاحف في المملكة المتحدة والمتحف تابع لجامعة مانشستر وهو يوفر الوصول إلى حوالي 4. 5 مليون قطعة أثار من كل قارة في العالم، ولقد تم تجديد المتحف وأعيد أفتتاحة في عام 2003

## وصلات خارجية
1. موقع متحف مانشستر علي الأنترنت
2. تمثال فرعوني يتحرك ليلا ويثير الرعب في متحف مانشستر
3. تمثال فرعوني يدور من تلقاء نفسه في متحف مانشستر
4. تمثال فرعوني في متحف مانشستر يثير «لعنة الفراعنة»
5. فيديو لتمثال فرعوني يثير الذعر بتحركه في متحف «مانشستر» البريطاني
6. «لعنة الفراعنة» تحل على «متحف مانشستر»
7. حل لغز لعنة الفراعنة التي اصابت متحف مانشستر
8. حركة تمثال الإله المصري القديم اوزوريس في متحف مانشستر
9. تمثال يثير الرعب والذعر في متحف مانشستر
10. تمثال فرعوني مصري في متحف مانشستر يتحرك ب 180 درجة